# Омский государственный технический университет
Федеральное государственное автономное образовательное учреждение высшего образования «Омский государственный технический университет» (ОмГТУ) — высшее учебное заведение в Омске. Основан в 1942 году. С 2023 года является участником федерального проекта «Передовые инженерные школы».

## История

### Омский машиностроительный институт
В декабре 1941 года в Омск по эвакуации прибыл Ворошиловградский вечерний машиностроительный институт, открытый в 1939 году при паровозостроительном заводе имени Октябрьской революции.  В город приехала группа студентов 1, 2 и 3-го курсов, два преподавателя, а также была перевезена незначительная часть оборудования, книжного фонда и документы. 16 ноября 1942 года советское правительство приняло решение о реорганизации Ворошиловградского вечернего машиностроительного института в Омский машиностроительный и утвердило следующие факультеты: технологический и механический. Этот день считается датой основания ОмГТУ. Первым директором был назначен Леонид Вениаминович Зак. 
Набор студентов на дневное отделение состоялся в 1942/1943 учебном году в количестве 125 человек. Действия преподавателей и обучающихся были направлены на помощь фронту. Занятия проходили в арендованных помещениях.
В 1944 году решением местных властей вузу было выделено первое здание на улице Долгирева. В 1946 году 22 студента вечернего механико-технологического факультета стали первыми его выпускниками.
В 50-е годы в Омском машиностроительном институте создавались новые лаборатории и мастерские, расширились читальный зал библиотеки, ее хранилище и актовый зал, который теперь вмещал более 400 человек.  В период с 1951 по 1954 год должность директора института занимал Иван Алексеевич Алексеев. При нем в 1953 году был организован студенческий спортивный лагерь «Политехник», над строительством которого в том числе трудились преподаватели и студенты.
С 1954 по 1963 год директором был Николай Степанович Севастьянов. В 1955 году в ОМСИ поступило 556 студентов. К году своего двадцатилетия институт выпустил свыше 2,5 тысячи специалистов.

### Омский политехнический институт
В 1963 году Омский машиностроительный институт был переименован в Омский политехнический институт (ОмПИ). В городке Нефтяников по проспекту Мира началось строительство институтского комплекса. Пост ректора занял Александр Константинович Машков. Многие годы он являлся председателем совета ректоров вузов города Омска. Под его руководством институт третьей
категории вошел в первую категорию высших учебных заведений.
Началась застройка выделенной центральными и местными органами власти территории новыми корпусами. За три года был возведен учебный комплекс Омского политехнического института общей площадью 24 000 квадратных метров.
С 1976 по 1986 годы Омским политехническим институтом руководил Юрий Валерианович Селезнёв. По его инициативе была разработана идея создания при институте Учебного научно-производственного объединения (УНПО) для повышения качества подготовки инженерных кадров. За три года было создано пять УНПО, результат работы которых был отмечен серебряной медалью ВДНХ СССР.
К началу 80-х институт вошел в состав хозрасчетного научного объединения, учрежденного Минвузом РСФСР. В 1981 году ОмПИ вошел в группу вузов, занявших второе место во Всероссийском социалистическом соревновании, а по итогам 1982 года награжден переходящим Красным знаменем Совета Министров РСФСР и ВЦСПС. Позднее институт был отмечен дипломом II степени и премией по результатам оценивания системы управления научно-исследовательскими и опытно-конструкторскими работами. В 1985 году ему была вручена Почетная грамота Минвуза РСФСР за успехи в соцсоревнованиях по итогам года.
В 1986 году вуз возглавил Николай Семенович Жилин. При нем был достроен 8-й корпус и пристройка к главному корпусу, в которой был организован музей истории, улучшены жилищно-бытовые условия профессорско-преподавательского состава.
По приказу от 30 июня 1992 года № 403 Комитета по высшей школе Миннауки РФ ОмПИ приступил к реализации многоуровневой структуры высшего образования. Началась подготовка бакалавров по трем направлениям.

### Омский государственный технический университет
В 1993 году переименован в «Омский государственный технический университет». К этому времени университет имел 7 учебных корпусов, 9 дневных и 3 вечерних факультета, 24 специальности и направления подготовки, работала аспирантура. В 1998 году в университете состоялся первый выпуск магистров.
К началу 2000-х годов вуз установил связи с дальним зарубежьем – Польшей, Израилем, Чехией, Австрией, Китаем, Швейцарией, Данией. С целью реализации результатов научных исследований труды политехников представлялись на выставках в США, Японии, ФРГ, Израиле, Финляндии, Венгрии, Болгарии, Китае, Швейцарии и Египте.
В 2000-е годы налаживалось взаимодействие ОмГТУ с промышленными предприятиями города, расширялась его научно-техническая база, кадровый состав, открылись 4 филиала – в Нижневартовске, Нефтеюганске, Сургуте и Астане (Казахстан).
В 2007 году вуз возглавил Виктор Владимирович Шалай. В это время была реализована комплексная программа развития вуза. Достигнутые результаты стали фундаментом «Стратегической программы развития на 2012–2016 годы», с которой университет стал победителем в конкурсе среди 248 учебных заведений и вошел в ТОП-100 лучших вузов России.
За несколько лет появились ресурсные центры: «Нанотехнологии», «Информационные технологии», «Энергосбережение» и «Сервис автотранспорта», «Политест» и другие.
В 2015 году ректором Омского государственного технического университета избран Анатолий Владимирович Косых. С участием губернатора Омской области в вузе тогда же состоялось открытие Политехнопарка, который объединил сеть научно-образовательных центров, малые инновационные предприятия и ресурсные центры.
В 2016 году ОмГТУ вошел в список 33-х опорных вузов России. К нему тогда был присоединен Омский университет дизайна и технологий в качестве структурного подразделения.
В 75-летний юбилей вуза – 16 ноября 2017 года – начал работу Центр подготовки высококвалифицированных инженерных кадров для производства ракет-носителей семейства «Ангара». В марте 2018 года был открыт бассейн «Политехник», построенный в рамках федеральной программы «500 бассейнов».  

### С 2020 года
В 2020 году временно исполняющим обязанности ректора технического университета стал Дмитрий Павлович Маевский, через два года занял должность ректора.
Осенью 2021 года вуз был объявлен одним из победителей базовой и специальной частей гранта программы «Приоритет 2030».
Позднее ОмГТУ стал победителем нескольких федеральных грантовых конкурсов: на развитие студенческого предпринимательства, создание Предпринимательской Точки кипения, Центра инженерных разработок и других. Также на его базе были открыты Региональный центр импортозамещения и Центр компетенций.
В конце 2022 года ОмГТУ подтвердил статус участника программы «Приоритет 2030». 
В декабре 2023 вуз стал участником федерального проекта «Передовые инженерные школы». Была открыта Передовая инженерная школа «СтанкоИнструментТех» ОмГТУ.
С 20 марта 2024 года исполняющим обязанности ректора университета был назначен Корчагин Павел Александрович.

## Факультеты и институты
Омский государственный технический университет готовит кадры для машиностроения, ракетостроения, энергетики, химической промышленности и других отраслей промышленности по 86 направлениям подготовки и специальностям бакалавриата, специалитета и магистратуры, 59 научным специальностям аспирантуры.
В состав вуза входят 7 факультетов:
- факультет информационных технологий и компьютерных систем;
- факультет транспорта, нефти и газа;
- радиотехнический факультет;
- факультет гуманитарного образования;
- факультет экономики, сервиса и управления;
- факультет довузовской подготовки;
- художественно-технологический факультет;

и 4 института:
- машиностроительный институт;
- энергетический институт;
- нефтехимический институт;
- институт военно-технического образования.

В структуру также входит центр заочного и дистанционного образования. 
При университете также функционирует колледж. Учебное заведение осуществляет подготовку специалистов среднего звена по 10 специальностям и одной профессии: «Сетевое и системное администрирование», «Информационные системы и программирование», «Монтаж и эксплуатация внутренних сантехнических устройств, кондиционирования воздуха и вентиляции», «Теплоснабжение и теплотехническое оборудование», «Электроснабжение (по отраслям)», «Экономика и бухгалтерский учет (по отраслям)», «Банковское дело», «Туризм и гостеприимство», «Право и организация социального обеспечения», «Техническое обслуживание и ремонт двигателей, систем и агрегатов автомобилей», а также «Мастер контрольно-измерительных приборов и автоматики».

## Наука
Разработки ученых ОмГТУ применяются в аэрокосмической отрасли, медицине, нефтехимии, машиностроении, легкой промышленности, в области информационных технологий и искусственного интеллекта и других сферах. На базе вуза функционируют 15 ресурсных центров, 33 студенческих конструкторских бюро и студенческих научно-исследовательских лабораторий, 25 научно-исследовательских лабораторий, Центр инженерных разработок.
В университете трудятся более 900 преподавателей, из них свыше 90 докторов и около 470 кандидатов наук, а также 233 аспиранта. 

## Инфраструктура
Территория ОмГТУ насчитывает 15 корпусов, 5 общежитий, рассчитанных на 2 374 места, спортивные комплексы, базы отдыха, бассейн, столовые, оборудованные учебные и мультимедийные аудитории, библиотеку, медиацентр, Предпринимательскую Точку кипения. Университет доступен для людей с ограниченными возможностями.

## Внеучебная деятельность
Ежегодно политех занимает первые места в различных всероссийских, международных конкурсах. Развитию спорта способствуют 24 секции – волейбол, баскетбол, армрестлинг, лыжный спорт, пауэрлифтинг, киберспорт, бадминтон и другие. Студенты вуза носят звания кандидатов, мастеров спорта международного класса, чемпионов России, Европы и мира. Среди достижений политехников – серебряная медаль Олимпийских игр в Токио. Кроме того, женская баскетбольная команда ОмГТУ вошла в молодежный состав омского клуба «Нефтяник» – команды высшего дивизиона российского баскетбола.
Художественные коллективы университета становились лауреатами как российских конкурсов и фестивалей, так и зарубежных, например, в Румынии, Германии, Польше. Ансамбль скрипачей представлял Омск на сцене Большого театра. Хоровая капелла пела в православных соборах Москвы, Нижнего Новгорода, Новосибирска и Кемерово. Сегодня в вузе функционирует 9 творческих коллективов.
В развитии университета принимают участие также Первичная профсоюзная организация студентов и Студенческий совет.
14 сентября 2023 года студенческая медиагруппа ОмГТУ #ВФокусе одержала победу  на Всероссийском конкурсе на лучшую медиакоманду «Медиа.Точка», став лучшей среди 10 команд страны, прошедших в очный этап конкурса. 

## Руководство

### Ректоры
- 1942–1951 – Л. В. Зак
- 1951–1954 – И. А. Алексеев
- 1954–1963 – Н. С. Севастьянов
- 1963–1976 – А. К. Машков
- 1976–1986 – Ю. В. Селезнёв
- 1986–2007 – Н. С. Жилин
- 2007–2015 – В. В. Шалай
- 2015–2020 – А. В. Косых
- 2020–2023 – Д. П. Маевский
- 2023–2024 – В. Ф. Фефелов (и. о. ректора) [17]
- 2024–2025 – П. А. Корчагин (и. о. ректора)
- 2025 – н.в. – П. А. Корчагин (ректор)[18]

### Президенты
- 2007–2013 – Н. С. Жилин[19]
- 2015–2022 – В. В. Шалай